# Малыш и Карлсон, который живёт на крыше (спектакль)
«Малы́ш и Ка́рлсон, кото́рый живёт на кры́ше» — советский и российский детский комедийный спектакль Московского академического театра сатиры, поставленный в 1968 году по мотивам трилогии под названием «Три повести о Малыше и Карлсоне» шведской писательницы Астрид Линдгрен режиссёром Маргаритой Микаэлян. На протяжении более чем пятидесяти лет спектакль не сходит со сцены, став символом детского репертуара Театра сатиры, более того — это одна из самых старых детских постановок в России. 
На основе этого спектакля в 1971 году Творческим  объединением «Экран» снят одноимённый телефильм.
В роли Карлсона Спартак Мишулин (22 октября 1926 — 17 июля 2005) выступил на театральной сцене более двух тысяч раз, объехав с этим спектаклем всю страну. Актёр играл эту роль в Театре сатиры более тридцати пяти лет.

## Сюжет

### Кратко
Озорной Карлсон и доверчивый Малыш — герои всем известной сказки. Карлсон, «красивый, умный и в меру упитанный мужчина в самом расцвете сил», который живёт на крыше и умеет летать, очень любит пошалить, а на все последствия шалостей у него есть «фирменная» отговорка: «Пустяки, дело-то житейское!». Правда, родители Малыша так не считают, но всё равно, скучать со своим летающим другом ему не приходится. То, лазая по крышам, друзья предотвращают крупную кражу (в роли квартирного вора — Андрей Миронов), то вместе укрощают злую домомучительницу фрекен Бок…

### Подробно
По возвращении из школы Малыш находит потерянного пуделя с поводком и решает завести его дома. Однако хозяйка находит пуделя и увозит его на машине Mercedes-Benz W123. Малыш подумал, что всю жизнь он проживёт без собаки.
Возле комнаты Малыша появился Карлсон, и герои знакомятся. После беседы Карлсон сразу стал шалить в комнате Малыша. В это время мама с Бетан обсуждали новое платье последней. Во время обсуждения Карлсон запустил паровую машину Малыша, и герои играли до тех пор, пока машина не взорвалась. Малышу даже стало интересно, что скажет мама, но Карлсон считает, что это житейское дело.
Когда в комнату к Малышу зашли мама и Бетан, Карлсон спрятался за занавеской, чтобы его никто не заметил. На замечание матери Малыш отвечает, что он запускал паровую машину с Карлсоном, но мама с Бетан это всячески отвергают, при этом мама предупредила, что сильно отшлёпает Карлсона, если он появится снова. Когда мама с Бетан стали уходить, Малыш пытался остановить первую.
Малыш опечалился, думая о Карлсоне, но его развеселила Бетан. Сначала она его поцеловала, потом предложила заработать 25 эре. А после беседы про Пелле Малыш с Бетан играют в догонялки. Когда Малыш схватил Бетан за колено, то мама его утихомирила, посадив в кресло-качалку. Бетан предупредила Малыша, чтобы она не видела его весь вечер ради Пелле.
Пока Карлсон играл с Малышом, к Бетан пожаловал Пелле. После веселья появилась мама, и в очередной раз все обсуждали Карлсона. После беседы Карлсон улетает, заполучив фонарик от Малыша. Из-за постоянных уговоров матери Малыш снова пошёл на улицу. 
На улице Малыш встречает девочку Астрид с собакой и даже с ней обсуждает Карлсона. Из-за того, что Астрид принимает Карлсона за выдумку, между ней и Малышом начинаются догонялки, как это было с Бетан, потом после спора Астрид получила удар от Малыша за то, что не замолчала.
Снова появился Карлсон и начал шалить в комнате Малыша. Когда пришла мама, то опять увидела, что учинил в доме Малыш, но он продолжает говорить про Карлсона. Когда он повёл маму к себе в комнату, Карлсона уже не было. Мама посчитала Малыша бессовестным вруном. Малыш пытался и обнять, и поцеловать маму, но она всячески говорила: «Я не желаю тебя видеть!». Ближе к вечеру Карлсон повёз Малыша к себе домой, причём перед этим Малыш оставил семье записку «Я наверху у Карлсона, который живёт на крыше» с некоторыми ошибками. С крыши Малыш и Карлсон хотели позвать Астрид, но она не услышала ни одного из них.
На крыше Малыш и Карлсон ухаживают за девочкой-младенцем, оставленной родителями без присмотра, и предотвращают проделки жуликов Филле и Рулле. В итоге прогулка заканчивается эвакуацией Малыша с крыши пожарными, и когда Малыш заявил родителям, что на крышу он попал благодаря Карлсону, ему снова не верят.
На следующий день мама наняла Малышу домработницу фрекен Бок на время отъезда на лечение бабушки. Малыш отвергает проживание с фрекен Бок, но мама его утихомирила.
На улице Малыш и Астрид по-прежнему скандалят из-за Карлсона. Но потом, когда Малыш изобразил Астрид, она попросила его взять с собой на крышу. После недолгой перепалки Малыш целует Астрид и бежит домой.
Дома Малыш видит, что фрекен Бок ест плюшки с чаем и хотел попробовать одну плюшку, но фрекен говорит, что всё мучное портит аппетит, и отправляет Малыша в комнату. После этого начинается беседа о проделках Малыша, а затем фрекен Бок слышит звон колокольчика, который Карлсон дал Малышу.
Когда же Карлсон прилетел, то услышал запах плюшек, и Малыш находит благовидный предлог, чтобы принести их Карлсону. После улёта приходит фрекен Бок с целью провести генеральную уборку в комнате у Малыша и отправляет его на улицу. На улице Малыш снова встречает Астрид, и сначала она обижается, что Малыш её обманул, но последний говорит, что это всё по вине «домомучительницы», и рассказывает про неё.
Когда Малыш побежал за колокольчиком, фрекен Бок растоптала его, и Малыш обозвал её старой и злой старухой, за что получил пощёчину и был заперт до 8 часов. Малыш заплакал, что больше никогда не увидит Карлсона, но последний снова прилетает и везёт Малыша к себе домой. А когда Карлсон привёз Малыша обратно, то оказался заперт вместе с фрекен Бок. 
Фильм заканчивается на том, что Карлсон отпугивает привидением жуликов Филле и Рулле, знакомится с Бетан и мамой Малыша, а потом дарит Астрид и Малышу колокольчики.

## В ролях

### В спектакле
- Малыш (настоящее имя — Сванте Свантесон), лучший друг Карлсона — Бронислава Захарова, Тамара Мурина
- Карлсон — Владимир Радченко, Спартак Мишулин, Александр Симонец[2], Константин Карасик
- фрекен Бок, домработница Свантесонов — Валентина Токарская, Наталья Фекленко, Нина Феклисова, Наталья Энке, Татьяна Пельтцер
- мама (фру Свантесон) — Валентина Шарыкина, Наталья Энке, Наталья Защипина
- Астрид, соседская девочка — Наталья Фекленко
- Филле, квартирный вор, «хулиган-сорокан» — Юрий Соковнин
- Рулле, квартирный вор, «хулиган-сорокан» — Андрей Миронов
- Бетан, сестра Малыша — Татьяна Егорова, Мария Козакова

### В фильме
- Миша Защипин (озвучивание — Мария Виноградова) — Малыш
- Спартак Мишулин — Карлсон
- Татьяна Пельтцер — фрекен Бок
- Наталья Защипина — мама
- Полина Казакевич — Астрид
- Юрий Соковнин — Филле
- Андрей Миронов — Рулле
- Елена Мозговая — Бетан
- Константин Райкин — Пелле, приятель Бетан

## Создатели

### Спектакль
- Автор инсценировки: Софья Прокофьева (по мотивам трилогии под названием «Три повести о Малыше и Карлсоне» шведской писательницы Астрид Линдгрен).
- Постановка: Маргарита Микаэлян.
- Режиссёр:  Спартак Мишулин.
- Композитор: Андрей Эшпай.
- Художник: Борис Мессерер.
- Помощники режиссёра: Наталья Александрова, Вера Левшина, Наталья Корнева.

### Телефильм
- Авторы сценария: Маргарита Микаэлян, Софья Прокофьева, Валентин Плучек (по мотивам трилогии под названием «Три повести о Малыше и Карлсоне» шведской писательницы Астрид Линдгрен).
- Режиссёры: Валентин Плучек, Маргарита Микаэлян.
- Художник-постановщик: Борис Мессерер.
- Композитор: Андрей Эшпай.
- Текст песен: Генрих Сапгир, Михаил Львовский.